# Daïra de Hammam N'Bail
La daïra de Hammam N'Bail est une circonscription administrative algérienne située dans la wilaya de Guelma. Son chef-lieu est situé sur la commune éponyme de Hammam N'Bail.
La daïra regroupe les trois communes:
- Hammam N'Bail
- Dahouara
- Oued Cheham

Coordinates: 36.3258°N 7.6436°E